# Ферзен, Эрик Николаевич
Барон Э́рик Никола́евич фон-Фе́рзен (1877 — не ранее 1927, Эстония (?)) — пристав Государственной думы Российской империи в 1912—1917 гг.

## Биография
Происходил из лютеранской семьи потомственных дворян Эстляндской губернии. Родился 3 (15) февраля 1877 года.
Учился в Рыцарском и Домском (Вышгородском) училище, после закрытия которого окончил экстерном Николаевскую гимназию в Ревеле.
В 1897 году поступил вольноопределяющимся в 14-й драгунский Литовский полк и в следующем году был произведён в прапорщики запаса армейской кавалерии по Ревельскому уезду (ВПр. 12.11.1898). Выдержав офицерский экзамен при Елисаветградском кавалерийском училище, был произведён в корнеты (ВПр. 02.04.1903).
С началом русско-японской войны отправился в действующую армию; был зачислен хорунжим в Уссурийский казачий полк (ВПр. 17.04.1904) и в составе отряда графа Келлера участвовал в делах против японцев до августа 1904 года, когда заболел тифом. Перенеся возвратный тиф и отказавшись от эвакуации в Россию, в 1905 году был прикомандирован к штабу тыла армии и назначен обер-офицером для поручений при управлении генерал-квартирмейстера. По окончании войны вышел в запас армейской кавалерии по Московскому уезду, с переименованием в корнеты (ВПр. 26.04.1906).
В 1905—1906 годах состоял секретарём Московского ЦК «Союза 17 октября». С 1 декабря 1908 года был старшим помощником пристава Государственной думы, а 6 апреля 1912 года — приставом Государственной думы. В 1914 году был произведён в коллежские советники.
Во время Первой мировой войны был командирован в распоряжение Российского общества Красного Креста. Состоял при Красном Кресте 9-й армии, заведовал транспортом Евгеньевского лазарета. Был награждён орденами Святого Станислава 2-й степени и Святой Анны 2-й степени, а также Георгиевской медалью 4-й степени за руководство эвакуацией раненых с передовой (1916). На время думских сессий возвращался в Петроград.
После Февральской революции был уволен от службы. Выехал в Финляндию.
10.06.1920 зачислен в офицерский резерв Вооруженных сил Эстонской республики с чином младшего лейтенанта. На 1.01.1927 числился в резерве.

## Награды
- Орден Святой Анны 4-й степени с надписью «За храбрость»
- Орден Святого Станислава 3-й степени.
- Орден Святой Анны 3-й степени.
- Орден Святого Станислава 2-й степени.
- Орден Святой Анны 2-й степени.